# Don César de Bazan

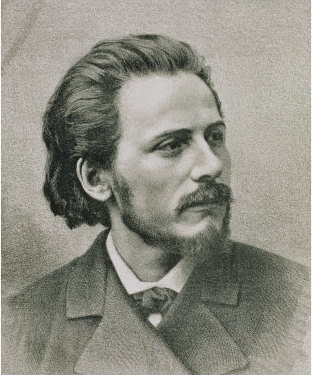
Jules Massenet

Don César de Bazan är en opéra comique i fyra akter med musik av Jules Massenet och libretto av Adolphe d'Ennery, Philippe-François Pinel "Dumanoir" och Jules Chantepie efter d'Ennerys och Pinels pjäs med samma namn (1844). 

## Historia
Ämnet, samma som i William Vincent Wallaces Maritana (1845), härrör sig från karaktärer i Victor Hugos pjäs Ruy Blas (1838). Operan hade premiär den 30 november 1872 på Opéra-Comique i Paris. Även om operan inte blev någon succé befäste den Massenets rykte som operakompositör och gav honom möjligheten att experimentera med komiska händelser som skulle ge frukt i hans senare verk. Operan skrevs på sex veckor och omorkestrerades många år senare då originalpartituret försvann.
I rollerna som Karl II och pojken Lazarille framträdde Paul Lhérie och Célestine Galli-Marié, vilka två år senare skulle sjunga huvudrollerna i Bizets opera Carmen.

## Personer
- Maritana (sopran)
- Lazarille, en pojke (mezzosopran)
- Karl II av Spanien (tenor)
- Don César de Bazan (baryton)
- Don José de Santarém (baryton)
- Vaktchefen (bas)

## Handling
Don César skall hängas för att ha duellerat under Stilla veckan. Under sina sista timmar går han med på att gifta sig med Maritana, en gatusångerska som kungen önskade sig som älskarinna men fick avstå då hon inte var högadlig. Men Don César rymmer med hjälp av pojken Lazarille och säger till kungen att han har dödat premiärministern som flirtade med drottningen. Till tack utnämner kungen Don César till guvernör av Granada.